# Umetnostno drsanje na Zimskih olimpijskih igrah 1960
Umetnostno drsanje na Zimskih olimpijskih igrah 1960.

## Dobitniki medalj
| Tekma  | Zlato                         | Srebro                               | Bron                                |
| Moški  | David Jenkins                 | Karol Divin                          | Donald Jackson                      |
| Ženske | Carol Heiss                   | Sjoukje Dijkstra                     | Barbara Roles                       |
| Pari   | Barbara Wagner in Robert Paul | Marika Kilius in Hans-Jürgen Bäumler | Nancy Ludington in Ronald Ludington |